# San Paolo a Ripa d’Arno

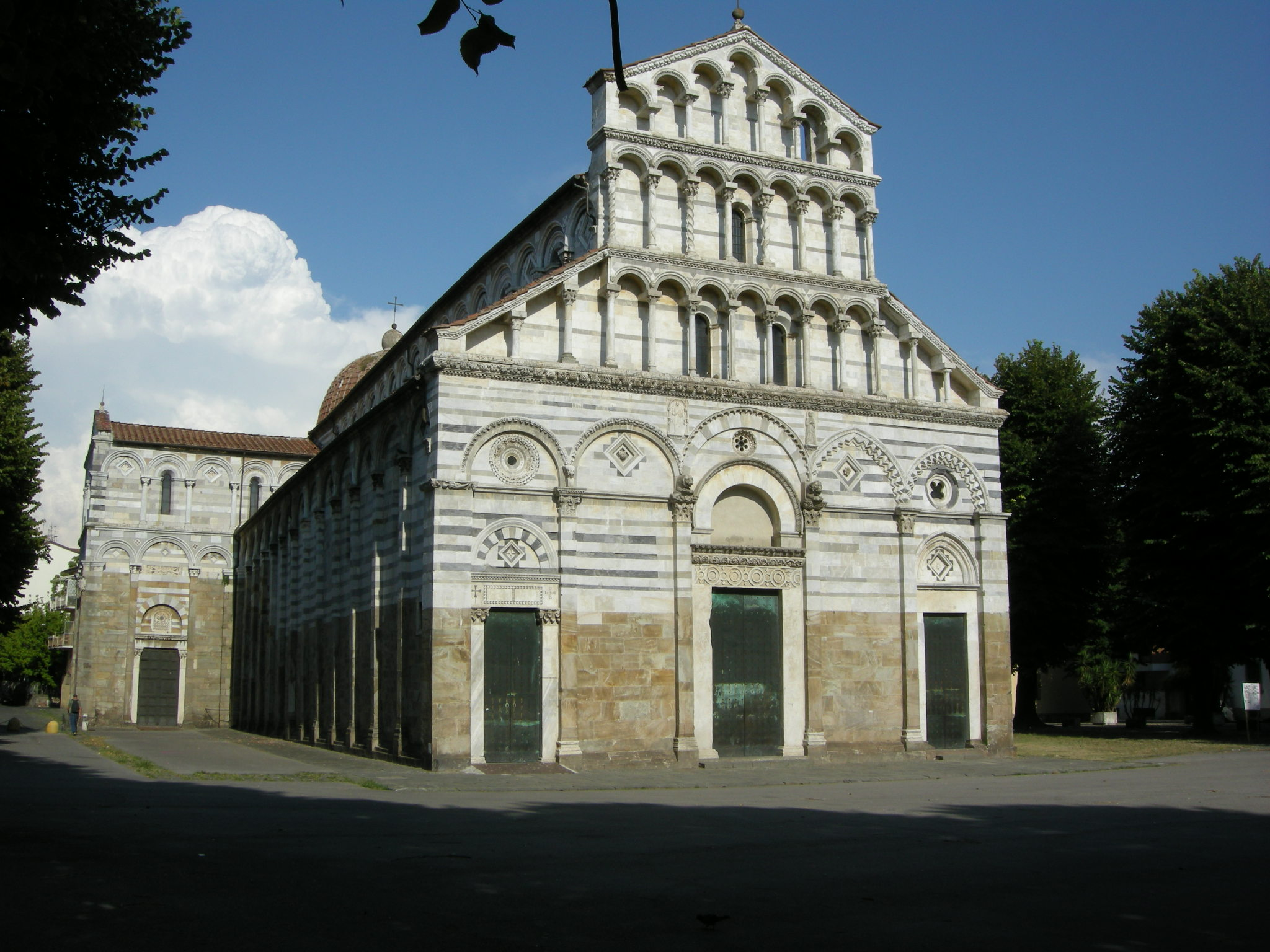
Die Fassade und der nördliche Arm des Querhauses

San Paolo a Ripa d’Arno ist eine Kirche in der toskanischen Stadt Pisa. Sie entstand auf einem Vorgängerbau im Wesentlichen vom 11. bis zum 13. Jahrhundert in der Romanik, teilweise nach dem Vorbild des Pisaner Doms. Sie wurde im Zweiten Weltkrieg schwer beschädigt und musste zu größeren Teilen wieder aufgebaut werden.

## Lage und Namensgebung
Die Kirche liegt am westlichen Rand der Altstadt von Pisa, südlich des Arno, der fast unmittelbar neben ihr vorbeifließt, woher sie auch den Beinamen a Ripa d’Arno hat. Auch der Vorplatz, an dem sie liegt, hat seinen Namen von der Kirche, in Pisa selbst ist die Kirche auch als Duomo vecchio bekannt. Das Patrozinium hat sie vom hl. Paulus von Tarsus.

## Baugeschichte

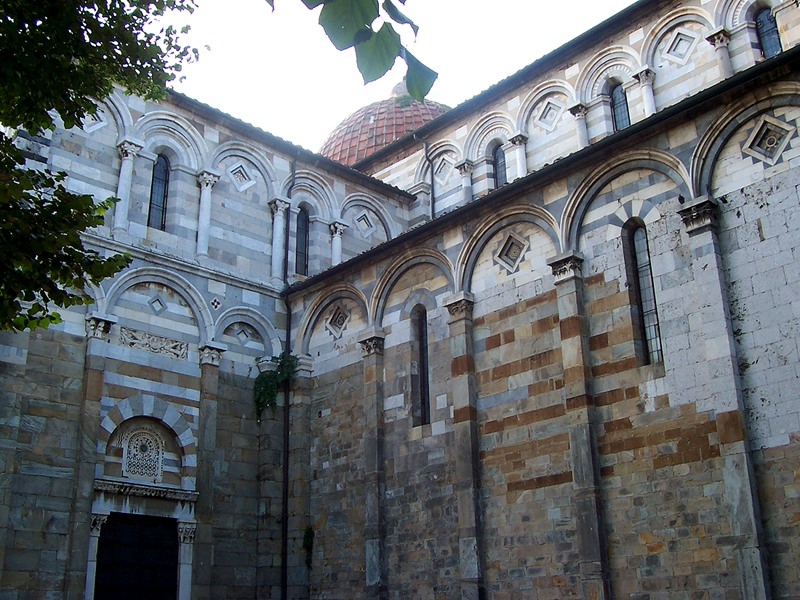
Rechts die Nordseite des Langhauses, links die Schauseite des nördlichen Querhausarms mit dem Kosmatentympanon und darüber im oberen Blendbogen das Sarkophagrelief

Eine erste Kirche befand sich an dieser Stelle bereits in karolingischer Zeit im Jahr 805. Dieser verfiel, und auf den Überresten des Baues wurde ab dem 11. Jahrhundert die Kirche in ihrer jetzigen Form errichtet, ursprünglich als Klosterkirche der Vallombrosaner. Die Weihe dieser Kirche wurde 1148 von Papst Eugen III. vorgenommen, die Kirche war allerdings noch längst nicht fertiggestellt. Erst im 13. Jahrhundert wurde sie vollendet, eine Beteiligung des Baumeisters Giovanni Pisano ist wahrscheinlich. Obwohl sie einige abweichende Eigenheiten hat, kann sie doch als typischer Vertreter des Romanico pisano, also der speziellen Pisaner Variante der Romanik bezeichnet werden. Nach ihrer Zeit als Klosterkirche wurde sie als Kommende vergeben und wurde im 16. Jahrhundert Ordenskirche des Ritterordens vom heiligen Stephan vor dem Bau von deren eigener Kirche Santo Stefano dei Cavalieri im späten 16. Jahrhundert. Heute ist sie Pfarrkirche. Das Gebäude wurde 1943 so schwer beschädigt, vor allem im Innenraum, dass nach dem Krieg große Teile wiedererrichtet werden mussten.

## Fassade und Nordseite
Die Fassade ist zweigeschossig und im Untergeschoss fünfachsig errichtet. Im Untergeschoss verraten die sehr unterschiedlichen Blendbögen, wie auch andere Teile der Fassade, Einflüsse außerhalb der toskanischen Romanik: die beiden rechten Bögen enthalten unter leicht spitzbögigem Abschluss Zackenrahmen, was auf süditalienisch-normannische Vorbilder hinweist, während die übrige Gestaltung mit den gestreiften Marmorinkrustationen und den Rauten bzw. Rundfenstern der Pisaner Romanik entspricht. Auch die drei Portale sind mit Blendbögen verziert, abermals mit Rautenfenstern, das mittlere Portal enthält einen tief gesetzten Rundbogen. Oberhalb des oberen Blendbogens des mittleren Portals sind zwei kleine Bildhauerarbeiten eingefügt, das linke Relief ist eine Darstellung Mariens unter byzantinischem Einfluss. Die Pilaster, die die Bögen tragen, folgen in den Kapitellen der korinthischen Ordnung, die Basis der mittleren Blendbögen bilden Löwenköpfe. Das Gesims, auf dem der Giebel aufsitzt, ist mit einem Zahnfries und darüber reichen floralen Ornamenten verziert, auch kleine Tierfiguren sind eingearbeitet, wobei auch hier wieder die völlige Verschiedenheit des Gesimses beiderseits der Fassadenmitte auffällt. Der Giebel ist im Verhältnis zur Höhe des Mittelschiffs deutlich überhöht ausgeführt. Er besteht aus drei übereinander gestellten Galerien mit Säulchen unter Bögen, teilweise als Spiralsäulen gearbeitet. Den Einfluss des Domes verrät das Fehlen der Bögen in der untersten Reihe in den Giebelansätzen außen, so wurden auch die Giebelansätze am Dom gearbeitet. Die Kapitelle der Säulchen sind abermals höchst unterschiedlich. In die Hinterwand der untersten Galerie sind zwei kleine Rundbogenfenster eingelassen, in die mittlere darüber nochmal mittig eines.

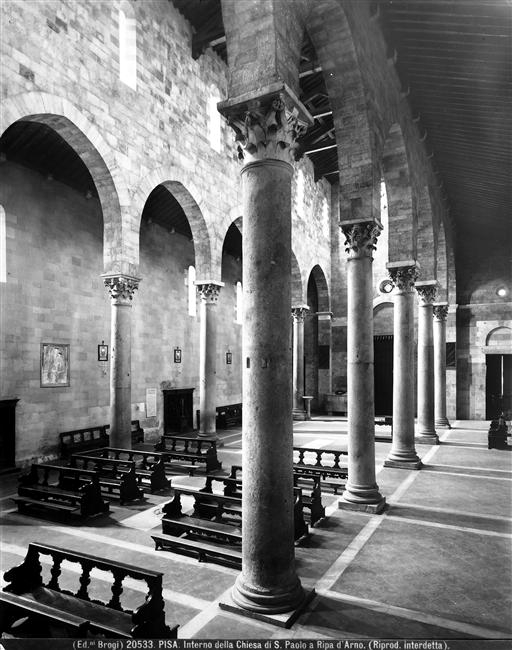
Blick in das Innere Richtung Westseite vor den Zerstörungen von 1943

Ebenfalls nach dem Vorbild des Domes ist die Nordseite des Kirchenbaues einschließlich des nördlichen Armes des Querhauses außen gearbeitet. Die „Schauseite“ des nördlichen Querhausarmes zur Piazza hin enthält abermals ein Portal. Das Tympanon des unteren, abermals gestreift und inkrustriert gearbeiteten unteren Blendbogens ist reich verziert ausgeführt und erinnert an Kosmatenarbeiten. Der obere Blendbogen enthält zwischen den Kapitellen ein Relief. Es handelt sich dabei um den Rest eines antiken römischen Sarkophages, zwei Genien halten ein Porträt des Verstorbenen, die Arbeit stammt aus dem 2. oder 3. Jahrhundert.

## Inneres
Das Innere der Kirche ist eine dreischiffige basilikale Anlage über dem Grundriss eines lateinischen Kreuzes. Das Mittelschiff ist demgemäß höher ausgeführt als die Seitenschiffe. Das Langhaus ist sechsjochig. die Hochwände des Mittelschiffes werden von leicht spitzbögigen Arkaden getragen, die auf Säulen mit abermals Kapitellen nach Korinthischer Ordnung ruhen. Ungewöhnlich für toskanische Kirchen ist die große Länge des Querhauses im Verhältnis zur Länge des Langhauses. Die Kirchenschiffe sind nicht überwölbt, die hölzernen Dachstühle sind frei sichtbar.
Die auf Pfeilern aufsitzende Vierung ist mit einer als Pendentifkuppel gearbeiteten Kuppel überdeckt, für die toskanische Romanik eine Seltenheit.
Es haben sich im Inneren noch an mehreren Stellen Fresken aus dem 14. Jahrhundert erhalten, sie gelten als beachtenswert; aus demselben Jahrhundert stammen einige Altarretabel.